# Sandmeyer-reactie
De Sandmeyer-reactie is een chemische reactie die wordt gebruikt voor het synthetiseren van aryl-haliden uit aryl-diazoniumzouten. De reactie werd vernoemd naar de Zwitserse scheikundige Traugott Sandmeyer.
Ook aromatische nitrilen en aryl-kwikverbindingen kunnen via deze reactie gesynthetiseerd worden. De Sandmeyer-reactie is een voorbeeld van een radicale-nucleofiele aromatische substitutie.

## Reactiemechanisme
De Sandmeyer-reactie start vanuit een aromatische diazoniumzout. Dit kan worden verkregen door diazotering van een aromatisch amine. Hierna wordt dit diazoniumzout gereduceerd, onder oxidatie van koper(I), tot koper(II). Onder afsplitsing van stikstofgas ontstaat een aryl-radicaal. Dit alkylradicaal reageert met het halogenide, dat als tegenion voor het diazoniumzout diende, tot het gewenste aryl-halogenide.
De Sandmeyer-reactie werkt enkel goed met broom en chloor als halogeniden. De reactie met fluoriden en jodiden verloopt zonder koper(I)-katalyse. Ook reacties met cyanide zijn mogelijk, deze leveren het corresponderende arylnitril op.